# Doryctes transversalis
Doryctes transversalis är en stekelart som först beskrevs av Szepligeti 1914.  Doryctes transversalis ingår i släktet Doryctes och familjen bracksteklar. Inga underarter finns listade i Catalogue of Life.